# Loretta A. Preska
Loretta A. Preska (Albany, 7 de janeiro de 1949) é a juíza-chefe do United States District Court for the Southern District of New York (2010) e ex-candidata à United States Court of Appeals for the Second Circuit. 